# 多語數位單一市場
多語數位單一市場是由拉脫維亞總統主持的里加峰會推出的一项戰略議程，其建立在2005年歐盟委員會提出的政策戰略數位單一市場之上。里加峰會是歐盟理事會拉脫維亞輪值主席的準事件。

## 背景：單語的問題
2012年欧盟政策中心（EPC）等單位舉辦政策專家研討會，專家認為跨文化和多語言反映商業世界的現實，是近用勞動力市場重要工具，多語言能力和就業關係重要，特別是對年輕人來說。成員國教育體制、語言科技、及公平的工具維護歐洲的瀕危語言是主要議題。
2013年欧盟政策中心及欧盟尤思特基金研究院召开「单一市场下多语言制面临的挑战」研讨会。該会议认为，单一语言制是欧盟参与全球竞争的最大障碍之一。公民外语能力的普遍缺乏使人员自由流动面臨阻力，使欧盟劳动力市场無法繁荣發展。為了建设单一市场，重要政策手段應包括「加大外语教育政策制定和投资力度，促进多语言多文化发展是促进经济增长、扩大就业以及发挥」的多语言制。会议建议以下事項：
1. 改进欧盟成员国教育体系，要求每个学生在校期间必须学习两门外语课。
2. 优选和使用語言科技，來加速推进建设欧盟多语言制社会。
3. 平等对待欧盟内所有语言，以避免欧洲部分语言濒临灭绝危险。

## 公開信：歐洲的單一市場必需多語
里加峰會參與的語言科技社群寫了一封公開信給歐盟委員會的政策戰略數位單一市場為政策參考，該公開信認為，歐盟委員會的數位單一市場副總Andrus Ansip尚未納入語言科技為優辦事項是危險的。